# Frank Mavius
Frank Mavius (Görlitz, 15 marzo 1956) è un sollevatore tedesco che gareggiò nella categoria dei pesi gallo.

## Carriera
Iniziò la carriera di sollevatore nel 1971, sotto la guida di Karl Arnold, a Dresda. Gareggiando per la Germania Est, ai campionati mondiali si piazzò terzo nelle specialità singole (settimo e ottavo nel totale) nel 1977 e nel 1982. Ai campionati europei conquistò una medaglia d'argento e tre medaglie di bronzo tra il 1977 e il 1985. Non partecipò ai Giochi olimpici.